# Sant Bartomeu de la Bulella
Sant Bartomeu de la Bulella és la capella del castell de la Bulella, del terme comunal de Fullà, a la comarca del Conflent, de la Catalunya del Nord. Està situada a les restes de la torre del castell de la Bulella, a prop a migdia de Fullà d'Amunt.
Es tracta d'una capella de l'època que en el castell hi havia instal·lada una pabordia depenent del prior de Santa Maria de Cornellà de Conflent, creada després del 1287. La capella és probablement del segle xiv, tot i que és primer esment que se'n té és del 1542. És una capella de planta pràcticament quadrada, sense absis aparent, ja que aprofita la planta baixa de la torre.